# Gheorghe Mihali
Gheorghe Mihali (ur. 9 grudnia 1965 w Baia-Borșa), piłkarz rumuński grający na pozycji środkowego obrońcy.

## Kariera klubowa
Piłkarską karierę Mihali rozpoczął w małym klubie Minerul Borșa. Następnie trenował w stołecznym Luceafărul București, by w 1984 roku przenieść się do FC Olt Scornicești. 30 września tamtego roku zadebiutował w barwach Olt w pierwszej lidze rumuńskiej w wygranym 1:0 spotkaniu z Argeș Pitești. W FC Olt spędził sześć sezonów, a największym sukcesem było zajęcie 7. miejsca w lidze w sezonie 1986/1987. W sezonie 1989/1990 Olt spadł do drugiej ligi, ale jeszcze w jego połowie Mihali przeszedł do Interu Sibiu. W 1990 roku zajął z nim 6., a w 1991 - 4. miejsce w lidze. Latem 1991 trafił do Dinama Bukareszt. Już w pierwszym sezonie gry w tym klubie wywalczył swój pierwszy tytuł mistrza Rumunii, a rok później został wicemistrzem kraju. Natomiast zarówno w 1994, jak i 1995 roku zajmował z Dinamem 3. pozycję.
Latem 1995 Mihali wyjechał do Francji i został zawodnikiem klubu EA Guingamp. W tym klubie był podstawowym zawodnikiem i występował w obronie m.in. z Markiem Jóźwiakiem. Pierwsze dwa sezony kończył z Guingamp w środku tabeli, jednak w sezonie 1997/1998 spadł do Ligue 2, gdzie grał jeszcze przez pół roku. Na początku 1999 roku wrócił do Rumunii, do Dinama. Został wicemistrzem kraju, a rok później wywalczył dublet. Jego ostatnim sezonem w karierze był sezon 2000/2001, w którym zdobył drugi z rzędu Puchar Rumunii i wicemistrzostwo Rumunii.
| Sezon   | Klub                | Kraj    | Rozgrywki | Mecze | Bramki |
| ------- | ------------------- | ------- | --------- | ----- | ------ |
| 1984/85 | FC Olt Scornicești  | Rumunia | Divizia A | 8     | 0      |
| 1985/86 | FC Olt Scornicești  | Rumunia | Divizia A | 28    | 0      |
| 1986/87 | FC Olt Scornicești  | Rumunia | Divizia A | 31    | 0      |
| 1987/88 | FC Olt Scornicești  | Rumunia | Divizia A | 28    | 0      |
| 1988/89 | FC Olt Scornicești  | Rumunia | Divizia A | 31    | 0      |
| 1989/90 | FC Olt Scornicești  | Rumunia | Divizia A | 14    | 0      |
| 1989/90 | Inter Sibiu         | Rumunia | Divizia A | 12    | 0      |
| 1990/91 | Inter Sibiu         | Rumunia | Divizia A | 31    | 3      |
| 1991/92 | FC Dinamo Bukareszt | Rumunia | Divizia A | 30    | 0      |
| 1992/93 | FC Dinamo Bukareszt | Rumunia | Divizia A | 32    | 4      |
| 1993/94 | FC Dinamo Bukareszt | Rumunia | Divizia A | 29    | 3      |
| 1994/95 | FC Dinamo Bukareszt | Rumunia | Divizia A | 31    | 2      |
| 1995/96 | EA Guingamp         | Francja | Ligue 1   | 31    | 2      |
| 1996/97 | EA Guingamp         | Francja | Ligue 1   | 35    | 2      |
| 1997/98 | EA Guingamp         | Francja | Ligue 1   | 29    | 1      |
| 1998/99 | EA Guingamp         | Francja | Ligue 2   | 5     | 0      |
| 1998/99 | FC Dinamo Bukareszt | Rumunia | Divizia A | 10    | 0      |
| 1999/00 | FC Dinamo Bukareszt | Rumunia | Divizia A | 21    | 3      |
| 2000/01 | FC Dinamo Bukareszt | Rumunia | Divizia A | 21    | 4      |

## Kariera reprezentacyjna
W reprezentacji Rumunii Mihali zadebiutował 21 grudnia 1991 roku w przegranym 1:3 towarzyskim meczu z Egiptem. W 1994 roku był w kadrze Rumunii na Mistrzostwach Świata w USA. Tam był podstawowym zawodnikiem i wystąpił w czterech meczach: grupowych z Kolumbią (3:1), Szwajcarią (1:4) i USA (1:0), a następnie w meczu 1/8 finału z Argentyną (3:2). W 1996 roku zaliczył jedno spotkanie Euro 96. Była to potyczka z Francją, a Rumuni przegrali 0:1. To spotkanie było jego ostatnim w reprezentacji, w której zagrał 31 razy.